# Лосево (станция)
Ло́сево — пассажирская станция Харьковского железнодорожного узла Купянского направления. Расположена в городе Харькове у посёлка ХТЗ. Относится к Харьковской дирекции ЮЖД.
От станции отправляются  пригородные электропоезда (ЭР2, ЭР2Р, ЭР2Т) в сторону Граково.
О.п. Лосево-2 находится в подчинении станции Лосево и официально объединено в единый станционный комплекс.

## История
Станция была открыта в 1895 году при строительстве Харьковско-Балашовской железной дороги.
В 1930-х годах, перед ВОВ, у станции находился хутор Лосево, в котором было 23 двора.
В 1978 году платформы станции Лосево были перенесены к выходам станции метро Тракторный завод.
В 2002 году проведена капитальная реконструкция станции.

## Путевое развитие
Посадочная часть станции включает в себя 2 боковые платформы и 2 пути, а также парка отстоя электропоездов Купянского направления — 2 пути, расположенных на расстоянии 300 метров от действующего вокзала. Старый вокзальный комплекс и пост диспетчера ЭЦ находятся у парка отстоя.
Официально в посадочную часть можно добавить одну платформу и один путь о.п. Лосево-2.